# NGC 1319
NGC 1319 est une galaxie lenticulaire située dans la constellation de l'Éridan. NGC 1319 a été découverte par l'astronome britannique John Herschel en 1835.

## Caractéristiques
Sa vitesse par rapport au fond diffus cosmologique est de 3 845 ± 27 km/s, ce qui correspond à une distance de Hubble de 56,7 ± 4,0 Mpc (∼185 millions d'al).